# Šeherezada (Rimski-Korsakov)
Šeherezada je simfonična suita Nikolaja Rimskega-Korsakova. Nastala je leta 1888, avtor pa ji je dodal oznako op. 35.
Šeherezada je eno najbolj slavnih Korsakovih glasbenih del. Nastala je po motivih iz orientalske zbirke pravljic Tisoč in ena noč. Skladatelj sam je sicer v svoji avtobiografiji odločno zanikal, da bi imel pri skladanju pred očmi programsko zasnovo: »Ljudje v moji suiti zaman iščejo motive, ki bi se navezovali na eno samo pesniško zamisel ali zasnovo. Večinoma ti vodilni motivi pomenijo zgolj glasbeno gradivo, teme za simfonično obdelavo in razvoj, ki se vlečejo skozi vse stavke, se spreminjajo in prepletajo ena z drugo. Ker se te teme pojavljajo v različnih razpoloženjih in osvetlitvah, se vsakokrat nanašajo na drugo podobo, dejanje ali prizor. S svobodno obdelavo osnovnih glasbenih motivov sem preprosto nameraval ustvariti štiristavčno suito za orkester, ki bi jo povezovale podobe iz orientalskih pravljic in podob. Najprej sem hotel stavke nasloviti Preludij, Balada, Adagio in Finale, po nasvetu Ljadova in drugih pa sem storil drugače.«
Vendar si ob poslušanju njegove mojstrovine brez težav predstavljamo pravljični okvir suite; v vseh štirih stavkih se pojavljata dva motiva: uvodna tema, ki prvič grozeče zazveni v trobilih, proti koncu skladbe pa se omehča v ljubečih tonih, in vilinska preja za solistično violino. Prvi glasbeni misli lahko pripišemo, da predstavlja jeznega sultana Šahrijarja, ki daje umoriti svoje žene po poročni noč, ker je prepričan, da je ženska zmožna le nezvestobe in izdajstva; druga pa lahko pooseblja le sladki glas njegove žene, lepe in pametne vezirjeve hčere Šeherezade, ki si s pripovedovanjem pravljic rešuje življenje. Tudi plovbo z ladjo, vihar na morju (nekdanji mornariški častnik Rimski-Korsakov je gotovo kaj vedel o tem; ta element je prepričljivo uglasbil tudi v operi Sadko), šale princa Kalendarja, praznični vrvež v Bagdadu ter ljubezen med kraljevičem Kamarjem in princeso Budur si po glasbi lahko prav zlahka predstavljamo. Navsezadnje je Mihail Fokin leta 1910 za Ruski balet v Parizu po tem scenariju zasnoval pravljično lepo koreografijo. Suita je morda najlepši primer orientalizma v svetovni glasbi, pa tudi eno temeljnih del orkestrske literature. Prvič so jo izvedli 3. novembra 1888 v Sankt Peterburgu.

## Stavki
1. Morje in Sinbadova ladja (Largo e maestoso — Allegro non troppo)
2. Princ Kalendar (Lento — Andantino — Allegro molto — Con moto)
3. Mladi princ in mlada princesa (Andantino quasi allegretto — Pochissimo più mosso — Come prima — Pochissimo più animato)
4. Praznični vrvež v Bagdadu. Morje. Vihar na morju. (Allegro molto — Vivo — Allegro non troppo maestoso)